# 刘仲宁
刘仲宁（1956年—）也译刘重宁，男，广平省布泽县人，越南导演，是诗人刘重庐的儿子。就读河内百科大学机器制造系时，入伍。在部队，准备出师时，发现电影舞台大学正在招生。于是刘重宁报名考试，与导演吴青云，丁德廉为同系同学。

## 电影
- 《升龙渴望》。2009年电影。2010年越南电影金风筝奖上获银风筝奖，刘仲宁导演荣获最佳导演奖，饰演黎龙铤的演员霆全荣获最佳男主角奖。入选2012年奥斯卡电影节“最佳外语片”竞赛项目。[2]

《Canh bạc 》
《Hãy tha thứ cho em 》
《Ngã ba Đồng Lộc 》
《 Bến không chồng 》

## 电视剧
- 电视连续剧《惦记何人》（也译《爱恋谁》[3]）。刘仲宁和裴寿盛导演共同制作。获2017年越南电影风筝奖之最佳电视剧、最佳导演、最佳摄影师、最佳配角等奖项。[4]

《Hoa cỏ may》
《Dốc tình 》

## 获奖荣誉
多次获金莲奖
- 第51届(2001)柏林电影节 - 亚洲电影促进联盟奖-特别提及 《寡妇码头》（Ben khong chong）(2000)[5]